# Рахмансаари
Рахмансаари (Рахмансари, фин. Rahmansaari) — небольшой остров в Ладожском озере, часть Западного архипелага. Территориально принадлежит Лахденпохскому району Карелии, Россия.

## География
Остров вытянулся с северо-запада на юго-восток на 2,1 км, ширина 0,7 км. Полностью покрыт густым лесом. Вдоль его западного берега ведёт хорошо протоптанная тропа. Берега — каменистые. В иные годы ладожская вода доходит до деревьев.
Подходы к острову опасны: подводные и надводные валуны. Удобное место для высадки и стоянки — на северо-западной части острова, где галечный пляж. Рядом большая поляна.
Практически по всей южной части острова вдоль берега сплошные валуны, здесь же стоит старый неработающий маяк (его конструкция — типично финская) и валяются выброшенные штормом на камни остатки плавучего ресторана. На крупных камнях отмели у острова располагается ржавый полуразрушенный дебаркадер.

## История
Во время Великой Отечественной войны на острове велись ожесточённые бои. Остров Рахмансаари отделяет от Валаама пролив шириной 18-20 километров, а от западного берега материка, занятого в то время финскими войсками, всего четыре километра. Из-за такого расположения этот остров приобретал особое значение в системе охраны водного района базы.
12 августа 1941 для обороны острова на него высадилась 2-я рота 3-го батальона 4-й морской бригады Балтийского флота. На скорую руку солдаты оборудовали окопы и блиндажи.
К началу сентября 1941 года финские войска заняли всё побережье Ладожского озера — от Сортавалы до Хийтолы. Советские войска оставались только на ладожских островах. На Рахмансаари располагалась рота морской пехоты в составе 122 человек, вооруженные тремя пулеметами, тремя минометами и одной 45-мм пушкой. Ротой командовал лейтенант 3. Н. Слободов. Ещё 60 человек были размещены на островах Верккосаари и Хейнясенма.
5 сентября финское командование приняло решение захватить остров Рахмансаари. Для высадки десанта выделили 9 мотоботов. Прикрывать десант должны были две канонерские лодки и два пулемётных катера. Для обеспечения артиллерийской поддержки на островах Палосаарет разместили наблюдательный пункт и батарею из трёх 75-мм орудий, ещё одно 105-мм орудие поставили на полуострове Калксало. Командовал десантом лейтенант Соннинен.
На рассвете 7 сентября 1941 года после десятиминутной артиллерийской подготовки с катеров и баркасов Ладожской флотилии под прикрытием огня береговых батарей началась высадка десанта на остров Рахмаасаари, удерживаемый советскими войсками. Финскому десанту удалось высадиться на берегу и закрепиться, потеряв два бота.
К полудню 7 сентября были расчленены и окружены основные опорные пункты обороняющихся. Несмотря на переброску подкреплений с близлежащих островов Хейнясенма, Верккосаари и с острова Валаам силами советской Ладожской военной флотилии, а также на её многократные настойчивые попытки доставить обороняющимся боеприпасы и эвакуировать остатки советского гарнизона, к вечеру 10 сентября сопротивление было окончательно подавлено.
На Рахмансаари в плен попали 130 израненных бойцов морской пехоты. Здесь были также обнаружены 103 погибших солдата. Ещё 30 тел были найдены в воде. Так закончилась трагическая и в то же время героическая эпопея обороны острова Рахмансаари.
Пятерым морякам удалось покинуть остров на шлюпке, и они были подобраны советским катером («морским охотником»). После войны из финского плена вернулись около 50 защитников острова.
Погибшие советские солдаты были похоронены в братской могиле. Много лет спустя красные следопыты Лахденпохской средней школы обнаружили на острове Рахмансаари деревянный крест с вырезанной на нём надписью на финском языке: «Здесь лежат 110 солдат Красной Армии, погибших в бою 7-10 сентября 1941 года на острове Рахмаа». Позднее здесь была установлена памятная табличка.

## Топографические карты
- Лист карты P-36-97,98 Приозерск. Масштаб: 1 : 100 000. Указать дату выпуска/состояния местности.